# جذب فیزیکی
جذب فیزیکی (به انگلیسی: Physisorption، Physical Adsorption) نوعی فرایند جذب است که در آن نیروهای مؤثر، نیروهای بین‌مولکولی (واندروالس) بوده و در اثر این فرایند جذب، تغییر محسوسی در الگوی اوربیتال الکترونی اتم‌های درگیر به وجود نمی‌آید. این نوع جذب دارای انرژی فعال‌سازی نیست و انرژی آزاد شده در طی آن در مقایسه با جذب شیمیایی کمتر است. جذب فیزیکی همچنین انتخابی نبوده و از ماده‌ای به مادهٔ دیگر در شرایط یکسان تفاوت چندانی ندارد و نیز برخلاف جذب شیمیایی می‌تواند به صورت چندلایه باشد.